# Pectinaria maughanii
Pectinaria maughanii är en oleanderväxtart som först beskrevs av Robert Allen Dyer, och fick sitt nu gällande namn av P.V. Bruyns. Pectinaria maughanii ingår i släktet Pectinaria och familjen oleanderväxter. Inga underarter finns listade i Catalogue of Life.